# Tour Chéops
Tour Chéops ist der Name eines Hochhauses im 13. Arrondissement von Paris. Es ist Teil des Städtebauprojekts Italie 13. Erbaut wurde das Hochhaus 1974.
Das Gebäude verfügt über 36 Etagen und misst 103 Meter. Entworfen wurde das Gebäude von den Architekten Jérôme Delaage und Fernand Tsaropoulos.
Zusammen mit den Tour Mykérinos und Tour Chéphren und bildet Tour Chéops ein Gebäudeensemble um den Square Dunois. Von den drei äyptischen Türmen ist Tour Chéops der Höchste. Alle drei verfügen über eine Sichtbetonfassade.
Im Jahr 2021 wird der Turm der achtzehnthöchste Turm in Paris sein und inmitten des Straßenkunstprojekts des 13. Arrondissements stehen.
Der Wohnturm ist mit den Métrostationen Chevaleret und Nationale an den öffentlichen Nahverkehr im Großraum Paris angebunden.